# Julin
Julin is een Belgisch historisch merk van motorfietsen.
De "Ateliers Karl Julin" aan de Rue du Ruisseau in Luik maakten in 1923 enkele motorfietsen, waarover verder niets bekend is.